# Chimica bioinorganica
La chimica bioinorganica è un'area interdisciplinare che si occupa del ruolo dei metalli nei sistemi biologici. La chimica della vita (o biochimica) non è soltanto prerogativa della chimica organica; quest'ultima, nonostante la vastità, si basa infatti principalmente su appena 5 elementi: C, H, N, O e S. In realtà, la chimica della vita coinvolge almeno 25 elementi e gran parte di questi sono metalli.
Nei sistemi biologici gli elementi metallici giocano molti ruoli. Alcuni dei più importanti sono:
1. Azione regolatrice
2. Ruolo strutturale
3. Trasferimento elettronico
4. Metalloenzimi e metalloproteine
5. Trasportatori di ossigeno

Riveste una grande importanza lo studio delle relazioni struttura-funzione di metalloproteine e metalloenzimi coinvolti nei processi biochimici. Particolarmente importante è anche lo studio del flusso intra ed extracellulare degli ioni Na+, K+, Mg2+ e Cl- i quali generano un gradiente di potenziale elettrico sui due versanti della membrana cellulare, provocando un impulso elettrico a cui seguono vari effetti fisiologici.
La chimica bioinorganica si dedica particolarmente allo studio di sistemi modello di basso peso molecolare i quali simulano le caratteristiche strutturali dei siti attivi e del loro intorno immediato; questi forniscono un supporto molto utile sia per l'interpretazione dei dati spettroscopici ottenuti nello studio delle proteine sia per lo studio del meccanismo catalitico con cui procedono le reazioni enzimatiche.

## Biomolecole contenenti ioni metallici
Ecco alcuni esempi di biomolecole contenenti ioni metallici:
- il ferro è contenuto, ad esempio, nei citocromi ferro-zolfo, nella ferritina, transferrina, mioglobina, emoglobina, negli enzimi ossigenasi, idrogenasi, nitrogenasi e diversi altri;
- il rame è contenuto, ad esempio, nella ceruloplasmina, emocianina, nella superossido dismutasi, fosfatasi, ossidasi, reduttasi e ossidrilasi;
- il magnesio è presente nella clorofilla, nelle fosfatasi e nell'enzima amminopeptidasi;
- calcio e silicio compongono strutture aproteiche scheletriche;
- il molibdeno è presente, insieme con altri metalli, nella nitrogenasi, ossidasi, reduttasi e ossidrilasi;
- lo zinco è presente nella superossido dismutasi, nella carbossipeptidasi e nelle fosfatasi;
- il cobalto è un costituente fondamentale dei coenzimi della vitamina B12.